# Božidar Antunović
Božidar Antunović (né le 24 juillet 1991 à Novi Sad) est un athlète serbe, spécialiste du lancer du poids.
Champion national cadet en 2008 et junior en 2009, il devient vice-champion du monde junior à Moncton, avec le record national junior à 20,20 m. Son record avec le poids normal est de 18,78 m à Austin, le 9 avril 2011.